# El Camino Christmas
 El Camino Christmas es una película estadounidense de  comedia negra dirigida por David E. Talbert y escrita por Theodore Melfi y Christopher Wehner. La película es protagonizada por Luke Grimes, Vincent D'Onofrio, Dax Shepard, Kurtwood Smith, Michelle Mylett, Emilio Rivera, Kimberly Quinn, Jessica Alba y Tim Allen.  
La película fue estrenada en Netflix el 8 de diciembre de 2017. 

## Sinopsis
Un joven busca un padre que nunca ha conocido y termina atrincherado en una licorería con otras cinco personas en Nochebuena. 

## Reparto
- Luke Grimes como Eric Roth[1]
- Tim Allen como Larry Roth[1]
- Vincent D'Onofrio como Carl Hooker[1]
- Dax Shepard como Diputado Billy Calhoun[1]
- Kurtwood Smith como Sheriff Bob Fuller[2]
- Michelle Mylett como Kate Daniels[2]
- Emilio Rivera como Vicente Santos[2]
- Kimberly Quinn como Joyas Daniels[1]
- Jessica Alba como Beth Flowers[2]
- Jimmy O. Yang como Mike the Cameraman[1]

## Producción
De acuerdo al guionista Theodore Melfi, el proyecto había estado en desarrollo durante diez años antes de que comenzara la fotografía principal el 1 de mayo de 2017 en Los Ángeles.

## Estreno
La película fue estrenada en Netflix el 8 de diciembre de 2017.